# クスコ王国

クスコ王国
Curacazgo Inca

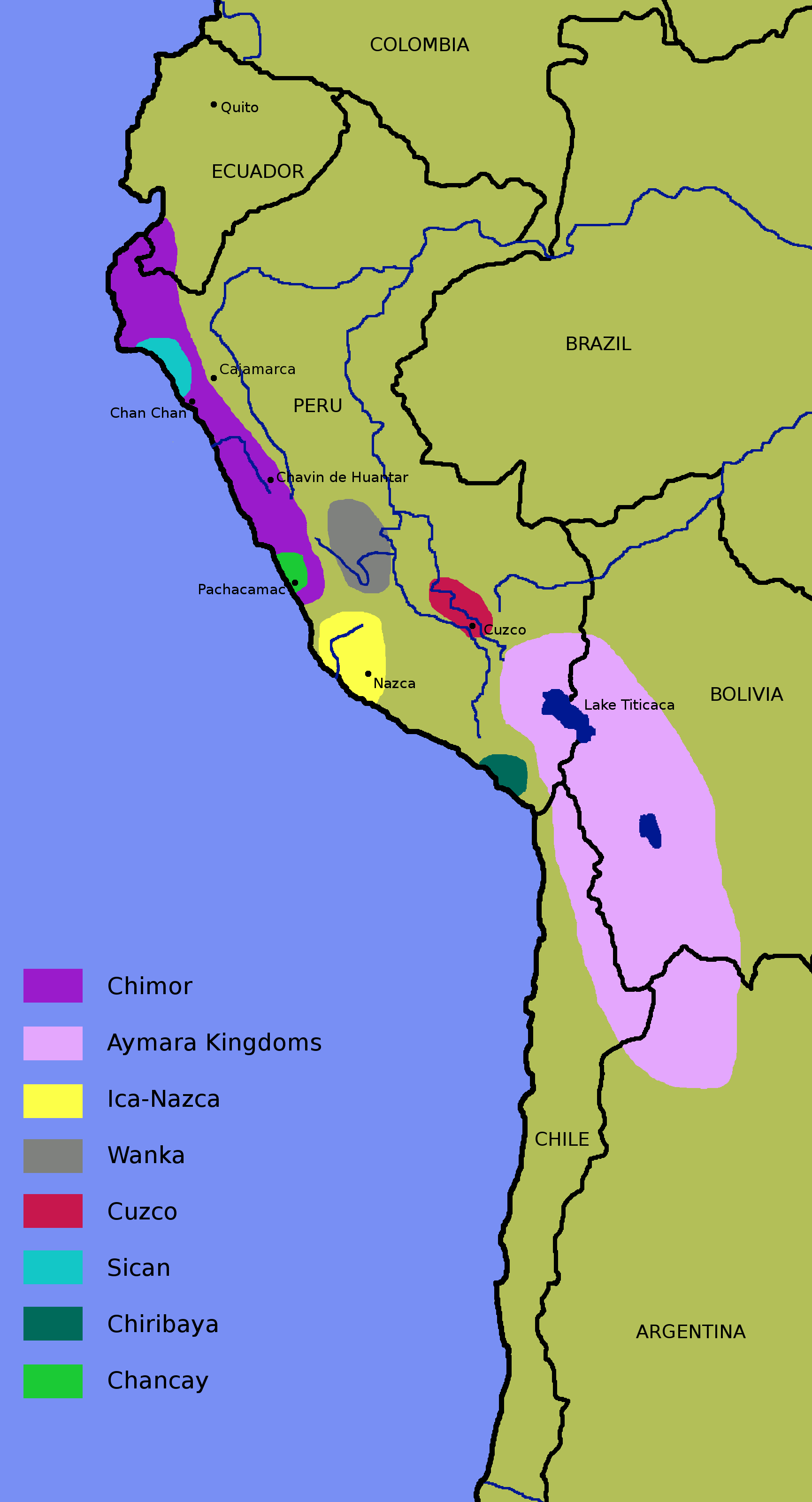
地図上の赤い範囲が1438年のクスコ王国

クスコ王国（クスコおうこく、Curacazgo Inca）は、アンデス山脈山中の小王国。1200年頃にケチュア族が作った小規模の都市国家として始まり、和戦両様の同化によって成長し、インカ帝国により引き継がれた。

## 歴史

### 初期クスコ王朝
インカ族＝ケチュア族は、12世紀頃にクスコ地方で部族として成立し、マンコ・カパックの指揮の下、下図の赤く示された範囲に小規模の都市国家を形成した。
クスコ王国の初期王朝のサパ・インカは、順にマンコ・カパック、シンチ・ロカ、リョケ・ユパンキ、マイタ・カパック、カパック・ユパンキである。これら初期の統治者については、後にカパックが将軍をシンチが指導者を意味するようになったなど、わずかの情報しか知られていない。一般には、1200年頃に王朝が始まったとされている。

### 第2クスコ王朝
第2王朝のサパ・インカは、順にインカ・ロカ、ヤワル・ワカ、ウィラコチャ、パチャクテク（インカ帝国の最初のサパ・インカと見なされている）である。第2王朝は「下王朝」（hurin）から「上王朝」（hanan）への優越性の変遷を示している。

### インカ帝国
1438年に最上位の王サパ・インカとなったパチャクテク（ケチュア語で世界を震撼させる者の意）の命令下、クスコ王国は壮大な遠征による拡大を始めた。彼による征服地はアンデス山脈のほぼ全て、およそ13植民地程度の広さとなった。
パチャクテクはクスコ王国をタワンティン・スウユ（4つの州の意、インカ帝国の正式名称）という、北西部のチンチャイ・スウユ、北東部のアンティ・スウユ、南西部のクンティ・スウユ、南東部のコジャ・スウユからなる強力な指導者に率いられた4州政府とインカを戴く中央政府とを基礎とする連邦制帝国に再編した。パチャクテクはまた、本拠地か離宮としてマチュ・ピチュを造ったと考えられている。